# Bernd Feustel
Bernd Feustel (* 20. September 1954 in Bamberg; † 22. September 2012 ebenda) war ein deutscher Schachmeister.

## Leben

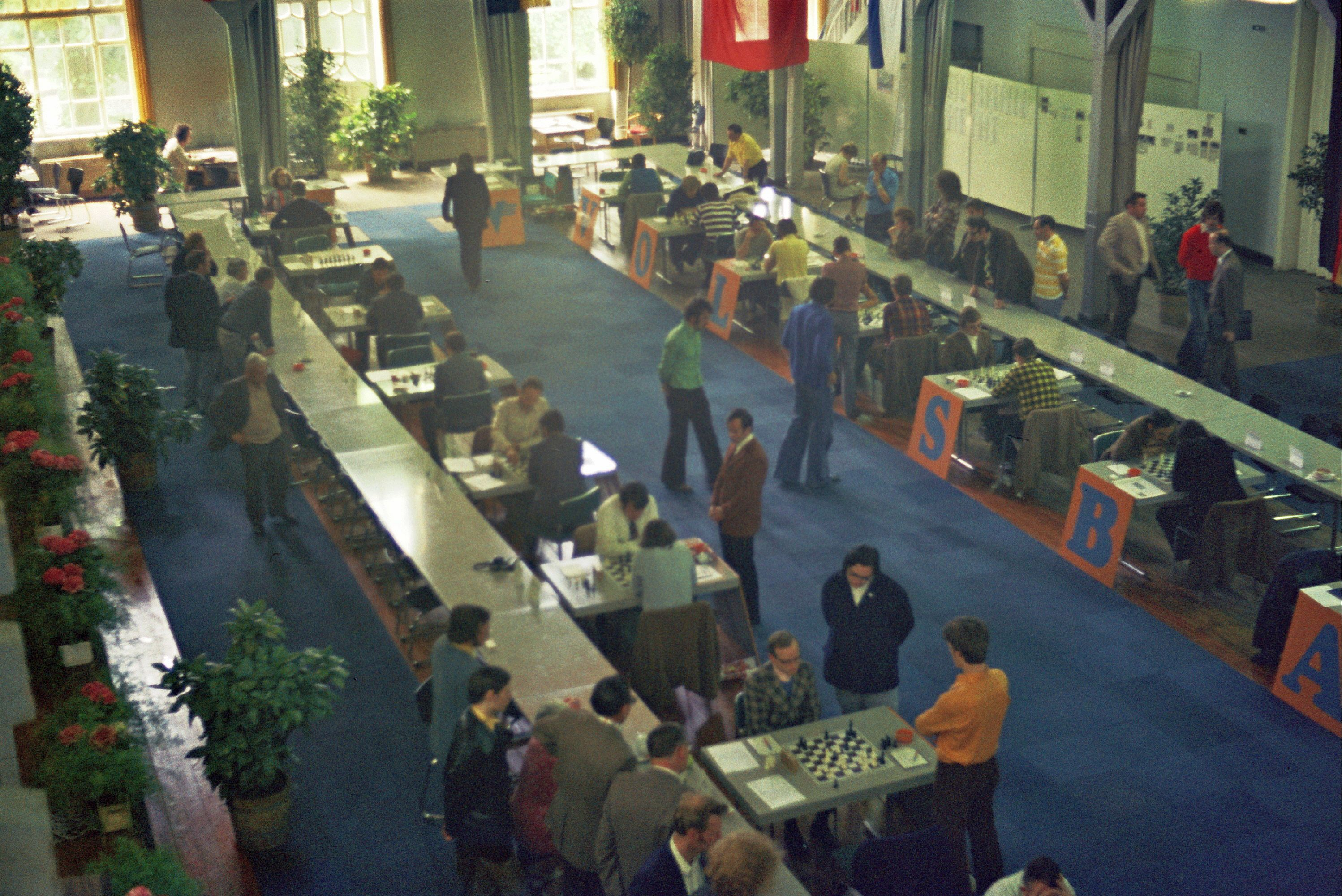
Vorn am Brett sitzt Peter Ostermeyer, rechts dahinter steht Bernd Feustel, Deutsche Meisterschaft 1974 in Menden.

Bernd Feustel erlernte schon früh das Schachspiel und wurde 1964 Mitglied im SC 1868 Bamberg. Im Alter von zehn Jahren gelang ihm in einer Simultanpartie ein Remis gegen den damaligen Schachweltmeister Tigran Petrosjan. 1972 und 1973 gewann er jeweils die internationale Deutsche Jugendmeisterschaft. In den Jahren 1976 und 1977 wurde er mit dem SC 1868 Bamberg deutscher Mannschaftsmeister. Mit dem SC 1868 Bamberg nahm Feustel auch am European Club Cup 1978/79 teil. 1974 wurde er zum Londoner Turnier eingeladen, 1980 wurde er in Bad Neuenahr Zweiter hinter Eric Lobron bei der Deutschen Einzelmeisterschaft. Im gleichen Jahr gewann er die deutsche Blitzmeisterschaft.
Feustel wechselte nach Erlangen, wo er ein Studium der Slawistik, Anglistik und Indogermanistik begann. Er spielte bis 1983 für den TB Erlangen am Spitzenbrett in der Schachbundesliga, wechselte zur Saison 1983/84 zum FC Bayern München und spielte von 1984 bis 1986 erneut bei Erlangen in der 1. Bundesliga. Aufgrund gesundheitlicher Probleme zog er sich Ende 1996 vom Turnierschach zurück. In den Jahren zuvor hatte er ein auf Schach spezialisiertes Satzstudio betrieben. Außerdem wirkte er an zahlreichen Buchprojekten und Übersetzungen mit, die vorwiegend mit dem Thema Schach zu tun hatten.
Nach langer Pause erhielt Feustel im Jahr 2007 als Spieler des ausrichtenden Vereins, des SC 1957 Bad Königshofen, einen Freiplatz bei der deutschen Einzelmeisterschaft. Nach gutem Start mit 3,5 Punkten aus 6 Runden musste er das Turnier wegen einer Erkrankung vorzeitig abbrechen.
Feustel vermied gerne ausanalysierte Eröffnungen und bevorzugte weniger bekannte Wege. Dazu schrieb er sein wohl bekanntestes Buch Eröffnungen – abseits aller Theorie. Nach ihm wird ein igelartiger Eröffnungsaufbau benannt (Feustel-Aufbau oder Hippopotamus-Eröffnung), der durch die Aufstellung des Nachziehenden mit b6, d6, e6, g6, Lb7, Lg7, Se7 und Sd7 charakterisiert wird.
Bernd Feustel trug den Titel eines FIDE-Meisters, seine letzte Elo-Zahl im Juli 2011 betrug 2284, seine höchste war 2375 im Juli 1981.

## Publikationen
- Eröffnungen – abseits aller Theorie. Beyer Hollfeld 1982, ISBN 3-921202-88-4.
- Kleines Blitzschach-Brevier. Beyer, Hollfeld 1983, ISBN 3-88805-006-5.
- Schule des Schachs. Beyer, Hollfeld 1983 (zusammen mit Claude Santoy), ISBN 3-921202-81-7.
- Keine Angst vor Großmeistern. Beyer, Hollfeld 1983, ISBN 3-88805-026-X.
- Testbuch der Schachtaktik. Joachim Beyer Verlag, Eltmann 2012, ISBN 978-3-940417-21-3.
- Geophil: eine dramatische Hypothese. Feustel, Bamberg 1996, ISBN 3-9802603-1-3.